# Hendrik Tijmes
Hendrik Tijmes (Beilen, 11 mei 1866 - Emmen, 5 november 1917) was een Nederlandse burgemeester.
Tijmes was een zoon van de landmeter en latere burgemeester van Emmen Willem Tijmes en Geesje Santing. In 1892 werd hij benoemd tot burgemeester van Peize. In deze gemeente vervulde hij tevens de functie van gemeentesecretaris. In 1904 beëindigde hij zijn burgemeestersloopbaan en werd hij op zijn verzoek eervol ontslagen. In 1911 was hij assuradeur in Emmen.
Tijmes trouwde op 28 januari 1893 te Emmen met Niesje Vriend, dochter van de commies Harm Vriend en Geertien Bos. Na hun scheiding in 1911 hertrouwde hij op 16 oktober 1911 met de in Peize geboren Harmtien Lunsche, dochter van de gemeenteontvanger Roelf Lunsche en Egberdina Ebbinge.